# Mila Haugová
Mila Haugová, pseudonim Mila Srnková (ur. 14 czerwca 1942 w Budapeszcie) – słowacka poetka, pisarka i tłumaczka.

## Życiorys
Mila urodziła się w Budapeszcie. W dzieciństwie przeprowadzała się z rodzicami do różnych miejsc na Słowacji: Vráble, Nitra, Breziny, Zlaté Moravce, Levice. Między 1951 a 1953 rokiem jej ojciec był więziony z powodów politycznych. Ukończyła Słowacki Uniwersytet Rolniczy w Nitrze (1959–1964). Pracowała jako agronom, a następnie jako nauczycielka w szkole średniej. Po zajęciu Czechosłowacji przez wojska Układu Warszawskiego wyemigrowała do Kanady, ale po roku wróciła do ojczyzny. W 1972 roku przeprowadziła się do Bratysławy. W latach 1986–1996 była redaktorem magazynu literackiego „Romboid”. W 1996 roku przebywała na stypendium w USA. Mieszka na przemian w Bratysławie i Zajačej doline.
Swoje pierwsze prace zaczęła publikować w 1976 roku w magazynie „Nové slovo”. Pierwszy tom wierszy Hrdzavá hlina wydała w 1980 roku pod pseudonimem Mila Srnková. Oprócz własnej pracy literackiej zajmuje się również tłumaczeniami. W 2013 roku otrzymała Nagrodę im. Dominika Tatarki, a w roku 2020 Nagrodę Vilenica.

## Wybrane dzieła
- 1980 – Hrdzavá hlina
- 1983 – Premenlivý povrch
- 1984 – Možná neha
- 1990 – Čisté dni
- 1991 – Praláska
- 1993 – Nostalgia
- 1995 – Dáma s jednorožcom
- 1996 – Alfa Centauri
- 1999 – Krídlatá žena
- 2001 – Atlas piesku
- 2001 – Genotext
- 2004 – Zavretá záhrada (reči)
- 2005 – Archívy tela
- 2005 – Target(s)TERČE
- 2006 – Orfea alebo zimný priesmyk
- 2007 – Rastlina so snom: vertikála
- 2008 – Biele rukopisy